# Pāvels Seļivanovs
Pāvels Seļivanovs także Paweł Sieliwanow (ur. 23 lipca 1952 w Rydze) – radziecki siatkarz. Dwukrotny medalista olimpijski.
W reprezentacji Związku Radzieckiego grał w latach 1975–1986. Oprócz dwóch medali igrzysk olimpijskich - srebra w 1976 i złota w 1980 - sięgnął po trzy medale mistrzostw świata (złoto w 1978 i 1982, srebro w 1986) i czterokrotnie zostawał mistrzem Europy (1975, 1977, 1979, 1983). Był zawodnikiem Elektrotechniki Ryga, w barwach tego klubu w 1984 zdobył tytuł mistrza Związku Radzieckiego. Trzy razy triumfował w Pucharze Europy Zdobywców Pucharów (194, 1975, 1977).